# Kettingbotsing

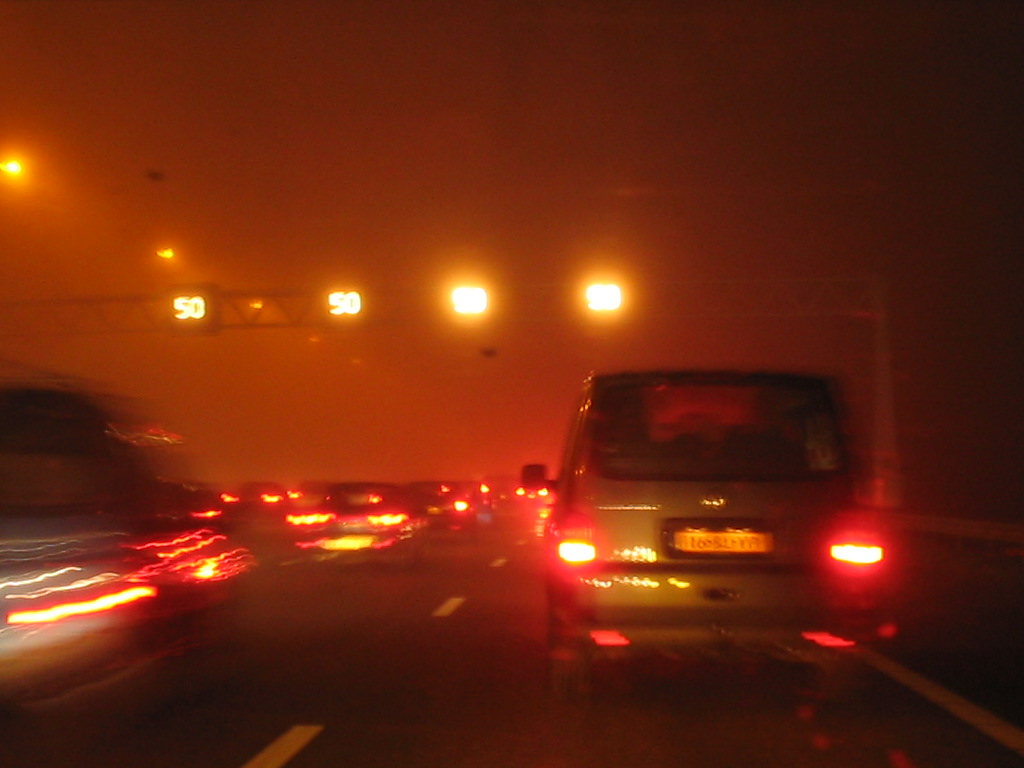
Verkeer in de mist

Een kettingbotsing is een aanrijding waarbij meerdere auto's, soms zelfs honderden, zijn betrokken. Kettingbotsingen vinden meestal plaats op autosnelwegen. Een botsing met slechts twee voertuigen wordt meestal een kop-staartbotsing genoemd.
Meestal is de oorzaak van een kettingbotsing het houden van onvoldoende afstand bij de gevoerde snelheid, met name tijdens dichte mist. De overheidscampagne waarin geroepen wordt 'Halveer je snelheid en verdubbel je afstand' is in theorie een gewenste gedragsverandering, maar het afremmen naar de 'halve' snelheid is problematisch bij mistbanken.

## Naar land

### Nederland

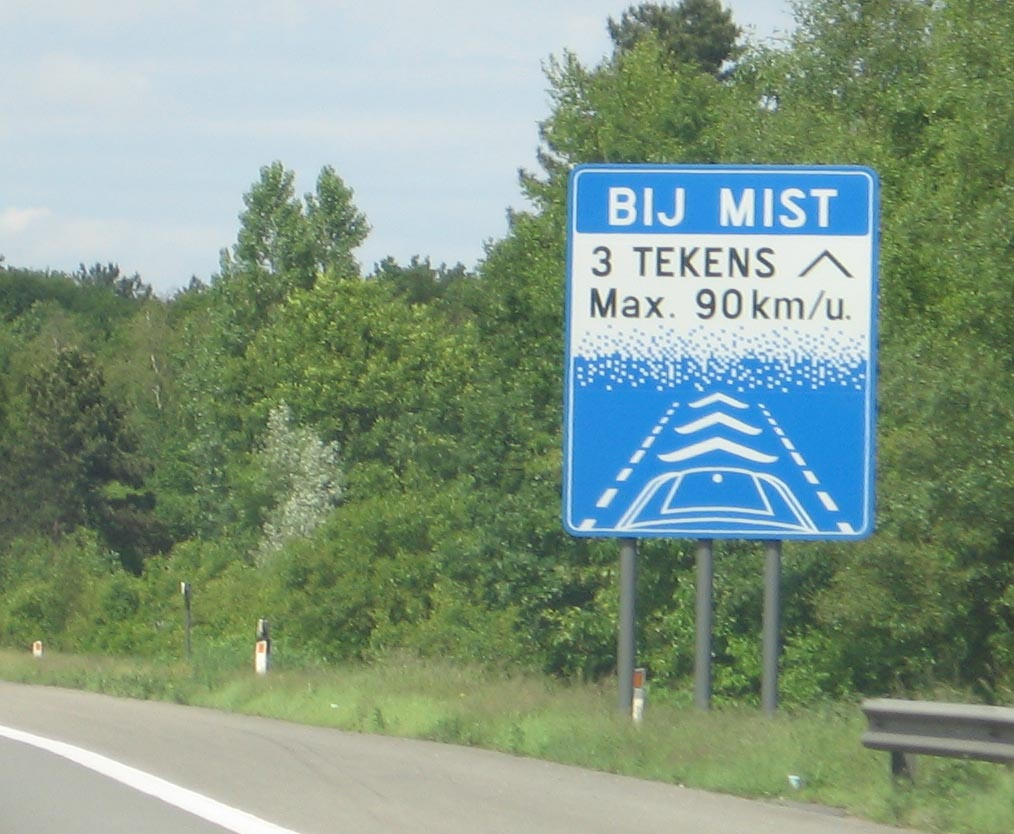
Adviesbord afstand houden in België

| Datum          | Weg | Opmerking |
| -------------- | --- | --- |
| Augustus 1972  | A16 | Verkeersramp bij Prinsenbeek: zestig auto's botsen op elkaar bij Prinsenbeek. Dertien mensen komen om, 26 raken gewond, felle branden door betrokkenheid van tankwagens.       |
| April 1984     | A4  | Zes personen komen om. |
| Augustus 1990  | A16 | Bij Breda komen twee mensen om het leven, meer dan 200 auto's zijn betrokken.                                                                                                  |
| November 1990  | A16 | Bij Breda botsen 69 auto's en vrachtwagens op elkaar. Acht mensen komen om, 27 raken gewond. Oorzaak: dichte mist.                                                             |
| November 1990  | A6  | Drie mensen komen om het leven bij Almere. |
| Oktober 1991   | A15 | Bij Ochten botsen ten minste 150 auto's op elkaar. |
| November 1991  | A7  | Tussen Hoorn en Amsterdam botsen tachtig auto's op elkaar. Elf mensen raken gewond.                                                                                            |
| Januari 1997   | A9  | Meer dan honderd auto's botsen op elkaar. Drie mensen komen om het leven, tientallen raken gewond. Op de A1 (Amsterdam-Hengelo) botsen nog eens zeventig auto's. Oorzaak mist. |
| Januari 1998   | A73 | tussen de knooppunten Lindenholt en Ewijk raken honderd voertuigen betrokken bij een serie ongelukken. Het aantal gewonden bedraagt 22. Oorzaak: dichte mist.                  |
| April 1998     | A6  | 58 auto's tussen Muiderberg en Almere. |
| September 2001 | A58 | 18 mensen gewond bij een kop-staart-botsing met veertig auto's. |
| Maart 2005     | A15 | Vijftig auto's en vrachtwagens in zeer dichte mist. |
| Januari 2006   | A28 | Bij Assen, 66 voertuigen op beide rijbanen. Twee zwaar- en 15 lichtgewonden.                                                                                                   |
| Februari 2008  | A2  | Bij Utrecht-'s-Hertogenbosch, 70 voertuigen op rijbaan van 400 meter. Tientallen mensen gewond.                                                                                |
| September 2014 | A58 | Bij Goes-Middelburg, 150 voertuigen op de rijbaan. Twee mensen komen om, fors aantal gewonden.                                                                                 |
| December 2019  | A32 | Bij Akkrum, 30 voertuigen op de rijbaan in dichte mist. Een persoon komt om, ook aantal gewonden.                                                                              |

### België
In het voorjaar van 1985 gebeurde er tussen St. Job en Merksem een vroege kettingbotsing in beide richtingen. Ter hoogte van Schoten vlogen enkele wrakken in de middenberm hierbij in brand. Ter hoogte van brug 4 kwam hierbij een Nederlandse chauffeur om het leven. Vanwege de bosrijke omgeving kwam hulp slecht op gang en kon het nog rijdend verkeer pas na 5 uur tussen de wrakken laverend de E19 verlaten. Er was destijds geen vangrail en ’s avonds lagen de wrakken en omgereden lichtmasten nog in de mist op het gras in middenberm en langs de pechstrook. 
De bekendste kettingbotsing in België speelde zich af op 27 februari 1996 op de E17-autosnelweg te Nazareth. Om 10 uur 's ochtends reden zo'n 200 auto's op elkaar.
Door de impact en de daaropvolgende brand kwamen 10 mensen om het leven.
De ramp wordt elk jaar herdacht door de Verkeersveilige nacht. Op 6 december 2012 werd op het nabijgelegen afrittencomplex van Deinze een monument geplaatst ter nagedachtenis van de slachtoffers.
In 2002 was er ook een kettingbotsing in Waasmunster, waarbij een tiental wagens en vier vrachtwagens betrokken waren en twee doden vielen. Drie mensen werden in kritieke toestand afgevoerd naar het ziekenhuis.
Op 3 december 2013 omstreeks 09.30 uur vonden drie kettingbotsingen plaats op de A19-autosnelweg tussen Kortrijk en Ieper ter hoogte van Zonnebeke. Hierbij waren in totaal zo'n 132 voertuigen betrokken, waaronder verschillende vrachtwagens. De oorzaak was een plotse en zeer dichte mist. Er vielen 2 dodelijke slachtoffers en 67 gewonden, waaronder 8 zwaargewond en 5 kritiek.
De A19 heeft op de plaats van het ongeval geen verlichting en geen vangrail.